# Nadie sabe nada de gatos persas
Nadie sabe nada de gatos persas (en persa: کسی از گربه های ایرانی خبر نداره‎ Kasi az gorbehaye irani khabar nadareh) es una película del director kurdo iraní Bahman Ghobadi, estrenada en 2009. Es una película de ficción con personajes y lugares reales en la que el director muestra cómo en Irán la música de rock, jazz, blues, rap y hip hop, entre otras músicas occidentales, solo existe de forma clandestina desde que en 2005 el gobierno de Ahmadineyad prohibiese la cultura y el arte no musulmán.

## Sinopsis
Recién liberados de la cárcel, un chico y una chica, Ashkan y Negar de la banda "Take it Easy Hospital", recorren Teherán en busca de músicos y cantantes con los que formar una nueva banda. Inician un recorrido por locales de música underground, prohibida por las autoridades iraní, con la esperanza de que su nueva banda pueda salir del país y producirse en festivales de Londres y París. Al no tener ni dinero ni pasaportes, recurren a avispados intermediarios de la calle para conseguir pasaportes falsos. Pero, a punto de conseguir su sueño, se les impone un último ruego: que toquen en un concierto para sus amigos y familiares, por primera y última vez.

## Sobre la película
La película surgió a partir de una experiencia personal de Bahman Ghobadi. Mientras esperaba desesperadamente los permisos para rodar otra película, decidió grabar su primer disco y así descubrió la música que se hacía en Teherán de manera clandestina. De hecho, aparece en un estudio de grabación al inicio de la película.  Ghobadi escribió un esbozo de guion en dos días y grabó la película en 17 días. Cada día hacía varias copias de lo grabado por si fuese detenido, y rodó con cámara en mano moviéndose en moto de un lado para otro con un equipo muy reducido de personas.

### Título
En Irán, está prohibido sacar de casa a perros y gatos aunque mucha gente tenga mascotas en su hogar. El director compara a los jóvenes protagonistas de su película, sin libertad y obligados a esconderse para tocar su música, a los gatos persas, unos gatos muy caros que tienen que vivir ocultos.

## Exilio del director y de los protagonistas
Nadie sabe nada de gatos persas se estrenó el año en que tuvo lugar la reelección de Mahmud Ahmadineyad. A su regreso del Festival de Cannes, donde había logrado el Premio Especial del Jurado, Bahman Ghobadi fue arrestado por la policía debido a sus declaraciones en contra del gobierno iraní en el transcurso del festival. Le costaron varios días de detención lo que le decidió a exiliarse.
Después de rodar la película, la banda de los protagonistas, "Take it Easy Hospital", consiguió permiso para tocar en el festival Manchester's In The City en 2008. Cuando el batería de la banda volvió a Teherán al año siguiente, fue arrestado. En enero de 2010, la coguionista de la película y periodista iraní-estadounidense Roxana Saberi fue detenida y condenada a ocho años de cárcel, acusada de ser una espía norteamericana. Fue liberada gracias a una campaña internacional. Ash Koshanejad y Negar Shaghaghi, fundadores de la banda y protagonistas de la película, consideraron entonces que era peligroso volver a su país y solicitaron asilo en el Reino Unido, que les fue concedido.
Los cuatro componentes de la banda "The Yellow Dogs", que aparecen en la película, consiguieron asilo en los Estados Unidos a donde llegaron tras obtener un visado para tocar en el festival “South by Southwest” en Austin, Texas. Unos años más tarde, tres miembros de la banda, los hermanos Arash y Soroush Farazmand, y el cantante Ali Eskandarian, fueron asesinados en Nueva York en 2013 por un músico iraní que acababan de contratar y que despidieron porque los defraudó.

## Premios
- Festival de Cannes 2009:
  - Premio François Chalais
  - Premio especial del jurado de la sección Un Certain Regard (ex aequo con Le père de mes enfants de Mía Hansen-Love).
- Miami Film Festival 2010:
  - Premio del Público
  - Mención especial
- Festival Internacional de Cine de São Paulo 2009
  - Premio de la Crítica a la mejor película
- Tallinn Black Nights Film Festival 2009
  - Premio Netpac
- Tokyo FILMeX 2009
  - Premio Especial del Jurado